# Jule Niemeier
Jule Niemeier, née le 12 août 1999 à Dortmund, est une joueuse de tennis allemande, professionnelle depuis 2016.

## Carrière
Le 5 juin 2022, Jule Niemeier remporte son premier titre en catégorie WTA 125, au tournoi de Makarska. 
En juillet, elle atteint les quarts de finale du tournoi de Wimbledon en battant notamment la numéro 3 mondiale Anett Kontaveit (6-4, 6-0) au deuxième tour. Elle s'incline en quart face à sa compatriote Tatjana Maria.
À l'US Open, elle confirme sa bonne saison en atteignant les huitièmes de finale où elle est battue par la future vainqueure Iga Świątek.

## Palmarès

### Titre en simple en WTA 125
| No | Date       | Nom et lieu du tournoi                         | Catégorie | Dotation  | Surface      | Finaliste              | Score    |          |
| -- | ---------- | ---------------------------------------------- | --------- | --------- | ------------ | ---------------------- | -------- | -------- |
| 1  | 31-05-2022 | Makarska International Championships, Makarska | WTA 125   | 115 000 $ | Terre (ext.) | Elisabetta Cocciaretto | 7-5, 6-1 | Parcours |

## Parcours en Grand Chelem

### En simple dames
| Année | Open d'Australie | Open d'Australie | Internationaux de France | Internationaux de France | Wimbledon      | Wimbledon       | US Open        | US Open             |
| ----- | ---------------- | ---------------- | ------------------------ | ------------------------ | -------------- | --------------- | -------------- | ------------------- |
| 2021  | —                | —                | —                        | —                        | Q3             | Lesley Kerkhove | Q2             | Mihaela Buzărnescu  |
| 2022  | Q3               | Arianne Hartono  | 1er tour (1/64)          | Sloane Stephens          | 1/4 de finale  | Tatjana Maria   | 1/8 de finale  | Iga Świątek         |
| 2023  | 1er tour (1/64)  | Iga Świątek      | 1er tour (1/64)          | Daria Kasatkina          | 2e tour (1/32) | Dalma Gálfi     | Q1             | Déspina Papamichaíl |
| 2024  | Q2               | Renata Zarazúa   | 1er tour (1/64)          | Wang Xinyu               | 2e tour (1/32) | Elina Svitolina | 3e tour (1/16) | Zheng Qinwen        |
| 2025  | 2e tour (1/32)   | Marta Kostyuk    | Q1                       | Sara Errani              | Q2             | Ella Seidel     |                |                     |

N.B. : à droite du résultat se trouve le nom de l'ultime adversaire.

### En double dames
| Année | Open d'Australie | Open d'Australie | Internationaux de France                                                         | Internationaux de France | Wimbledon                                                                 | Wimbledon | US Open | US Open |
| ----- | ---------------- | ---------------- | -------------------------------------------------------------------------------- | ------------------------ | ------------------------------------------------------------------------- | --------- | ------- | ------- |
| 2022  | —                | —                | —                                                                                | —                        | 2e tour (1/16) A. Petkovic \|\| style="text-align:left;" \| Xu Y. Yang Z. | —         | —       |         |
| 2023  | —                | —                | 1er tour (1/32) C. Dolehide \|\| style="text-align:left;" \| M. Kato A. Sutjiadi | —                        | —                                                                         | —         | —       |         |

N.B. : le nom de la partenaire se trouve sous le résultat ; les noms des ultimes adversaires se trouvent à droite.

## Parcours en WTA 1000
Les WTA 1000 (à partir de 2021) constituent les catégories d'épreuves les plus prestigieuses, après les quatre levées du Grand Chelem.

### En simple dames
| Année |       |                |       |                               |                             |                           |                                  |       |             |       |  |  |
| Doha  | Dubaï | Indian Wells   | Miami | Madrid                        | Rome                        | Canada                    | Cincinnati                       | Pékin |             | Wuhan |  |  |
| Doha  | Dubaï | Indian Wells   | Miami | Madrid                        | Rome                        | Canada                    | Cincinnati                       | Pékin | Guadalajara |       |  |  |
| Doha  | Dubaï | Indian Wells   | Miami | Madrid                        | Rome                        | Canada                    | Cincinnati                       | Pékin |             |       |  |  |
| 2023  |       | Hors catégorie |       | 1er tour (1/64) K. Siniaková  | 1er tour (1/64) A. Blinkova | 3e tour (1/16) E. Mertens | 1er tour (1/64) N. Párrizas Díaz |       |             |       |  |  |
|       |       |                |       |                               |                             |                           |                                  |       |             |       |  |  |
| 2025  |       |                |       | 1er tour (1/64) R. Montgomery |                             |                           |                                  |       |             |       |  |  |

Sous le résultat, l’ultime adversaire.
1. 1 2   Les tournois de Doha et Dubaï alternent le statut de tournoi WTA 1000 (ex Premier 5) entre 2009 et 2023 : les trois premières éditions ont lieu à Dubaï, les trois suivantes à Doha, puis Dubaï accueille le tournoi de cette catégorie les années impaires et Dubaï les années paires. De 2011 à 2023, la ville qui n’accueille pas de WTA 1000 organise à la place un tournoi WTA 500 (ex Premier).
2. 1 2 3 4 5 6 7   L’ordre de déroulement des tournois a évolué depuis 2009 : Rome se dispute avant Madrid et Cincinnati avant Montréal/Toronto jusqu’en 2010, tandis que Tokyo/Wuhan/Guadalajara ont lieu avant Pékin jusqu’en 2023.

Nota: à partir de 2024, le nombre de tournois de cette catégorie passe à 10 par saison et l'alternance entre Dubaï et Doha est supprimée. Le codage Wiki actuel ne permet l'affichage que du résultat de Dubaï si la joueuse a également joué Doha.

## Classements WTA en fin de saison
| Année          | 2017 | 2018 | 2019 | 2020 | 2021 | 2022 | 2023 | 2024 |
| Rang en simple | 971  | 455  | 302  | 280  | 130  | 61   | 162  | 92   |
| Rang en double | –    | 837  | –    | –    | –    | –    | 425  | 562  |

Source : (en) Classements de Jule Niemeier sur le site officiel de la Fédération internationale de tennis

## Records et statistiques

### Victoire sur le top 10
| Légende            |
| ------------------ |
| Grand Chelem       |
| WTA 1000           |
| WTA 500            |
| Intern'l / WTA 250 |
| Fed Cup            |

| # | Rang   |  | Tournoi     | Année | Surface      |  | Adversaire      | Rang  | Tour | Score          | Tableau |
| - | ------ |  | ----------- | ----- | ------------ |  | --------------- | ----- | ---- | -------------- | ------- |
| 1 | no 97  |  | Wimbledon   | 2022  | Gazon        |  | Anett Kontaveit | no 3  | 1/32 | 6-4, 6-0       | Tableau |
| 2 | no 67  |  | Madrid      | 2023  | Terre battue |  | Petra Kvitová   | no 10 | 1/32 | 7-69, 6-1      | Tableau |
| 3 | no 120 |  | Berlin      | 2023  | Gazon        |  | Ons Jabeur      | no 6  | 1/16 | 7-64, 6-4      | Tableau |
| 4 | no 96  |  | Bad Homburg | 2024  | Gazon        |  | Maria Sakkari   | no 9  | 1/16 | 2-6, 6-2, 7-64 | Tableau |